# Шукурбеков, Райкан
Райка́н Шукурбе́ков (1913, село Ак-Чий, Пишпекский уезд, Семиреченская область, Российская империя — 23 мая 1962, Фрунзе, Киргизская ССР, СССР) — советский киргизский поэт, прозаик, переводчик и драматург, член Союза писателей СССР (с 1936 года). Один из основоположников «Райкан-Мидинской» школы. За заслуги в области литературы был награждён Почётной грамотой Верховного Совета Киргизской ССР и орденом Трудового Красного Знамени. Шукурбеков был комедиографом и автором многих лирических и сатирических поэтических произведений, басен, сказок, рассказов для детей. Им написано немало интермедий для киргизской эстрады. Перевёл на киргизский язык «Горе от ума» А. С. Грибоедова, «Шахнаме» Фирдоуси, произведения Антона Чехова, Максима Горького, Шиллера, Мольера и Шекспира.
Произведения Райкана Шукурбекова входят в золотой фонд киргизской культуры, а его переводы басен И. А. Крылова на киргизский язык относят к классическим. С комедией Шукурбекова «Джапалак Джатпасов» (1934) связывают новую культуру смеха в Кыргызстане. Райкан Шукурбеков часто в своих произведениях использовал остроумные сюжеты и образы, юмористические, каламбурно-метафорические, аллегорические языковые средства, которые обогатили киргизский язык и юмор. Для драматургии Шукурбекова характерны яркая комедийность, острая злободневность, сочность языка, близкого к народной речи. В его пьесах, ставившихся на сценах ведущих театров республики выступали такие артисты, как Бакен Кыдыкеева, Муратбек Рыскулов, Анвар Куттубаева, Алиман Джангорозова и другие.

## Биография

### Ранние годы. Участие в «Красной искре»
Родился в 1913 году в селе Ак-Чий Кировского района (ныне — Айтматовский район Таласской области) в семье крестьянина-скотовода. В селе, где он родился, в начале 1920-х годов не было школы, и будущий писатель решил поступить в Джамбульскую школу-интернат. Несмотря на то, что он рано стал сиротой, ему хватило сил и энергии для того, что выучиться грамоте, получить педагогическое образование. В это время Шукурбеков стал сочинять, писать и заниматься переводом на киргизский язык произведений классиков русской и мировой литературы. В 1929 году Райкан написал свой первый рассказ «Жаркынай», повествующий о судьбе киргизской девушки, насильно отданной замуж за старика. Этот рассказ был опубликован в журнале «Жаны маданият жолунда». В его другом произведении — «Слово о женщине» — поэт также прославляет своих современниц. В этом же году он стал студентом Фрунзенского педагогического техникума. Учась, Шукурбеков принимал активное участие в студенческом драматическом кружке.
Вместе с Алыкулом Осмоновым, Гапаром Айтиевым, Джоомартом Боконбаевым, Саткыном Сасыкбаевым и другими был участником литературного кружка «Красная искра» (кирг. «Кызыл учкун») с 1931 года, организованного преподавателем киргизского языка Базаркулом Данияровым и просветителем Сатыбалды Нааматовым, под руководством поэта Аалы Токомбаева, который оказал влияние на творчество Райкана. В те времена в республике существовала очерёдность в издании книг, и Токомбаев часто уступал свою очередь Шукурбекову и другим писателям, помогал не только в отношении издания его стихов и сборников, а редактировал, писал для них предисловия, давал объективную критику.

### Комедия «Джапалак Джатпасов»

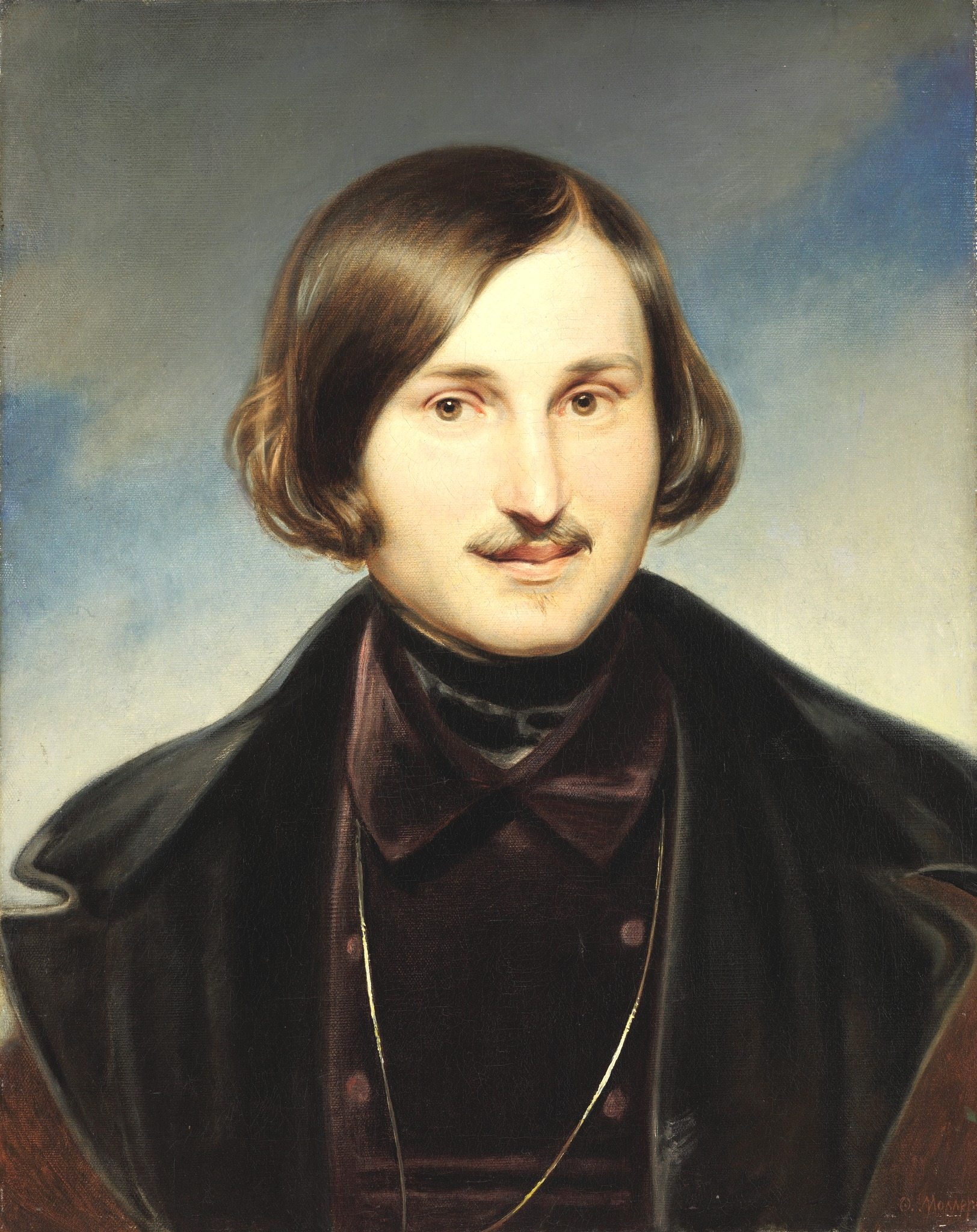
Н. В. Гоголь

После окончания техникума в 1933 году Шукурбеков работал корреспондентом газет «Ленинчил жаш» и «Сабаттуу бол». В том же году Шукурбеков стал артистом Киргизского драматического театра, а на следующий год на сцене этого театра была поставлена его первая многоактная пьеса «Борьба», в которой драматург-артист исполнил одну из ведущих ролей.
В 1936 году выступил в роли Осипа в спектакле «Ревизор». За короткое время им были написаны посвящённые колхозной жизни пьесы «Среди могил», «Айдар», а также комедия «Джапалак Джатпасов» (имя и фамилия шутливые, с киргизского означает «Филин Неспящий»). Комедия была написана под влиянием «Ревизора» Н. В. Гоголя — сюжетная канва и основные мотивы гоголевской комедии были почти целиком перенесены в произведение драматурга. В ней рассказана история об одном столичном франте, попавшем в далёкое село. Главный герой комедии Джапалак, по мнению исследователей, является киргизским вариантом Хлестакова. Джапалак — профессиональный жулик, аферист, пьяница и в основном пытается соблазнить женщину. Критики тех лет отмечали, что у главного персонажа Шукурбекова «нет ни стыда, ни совести», упрекали автора в отсутствии положительного героя. Пьеса, в которой средствами сатиры и юмора показывались отрицательные явления жизни, вызывала споры и резкую критику. Ради комического эффекта, как считают исследователи, Шукурбеков часто прибегал к приёмам саморазоблачения героя. Однако использование приёма саморазоблачения требует от писателя, как считает литературовед Зоя Османова, «художественного чутья и должно быть логически обосновано» — это в пьесе Шукурбекова, по её мнению, отсутствует. В пьесе есть и вторая тема — борьба против феодального отношения к женщине. Она раскрывается в сюжетной линии Супатай — Кундуз. Попытки выжившего из ума старика Супатая жениться на молодой Кундуз драматург изображал в комических ситуациях.
Гоголь произвёл на Шукурбекова огромное впечатление. Непосредственно после спектакля «Ревизор», в котором он играл Осипа, Шукурбеков взялся за сочинение комедии «Джапалак Джатпасов», основной образ которой, безусловно, навеян гоголевским Хлестаковым.Н. И. Львов, театровед
Похожая линия была продолжена в другой пьесе драматурга — «Мой аил», где главный персонаж Рысбек такой же «лгун и балагур», а его отличие от предшественника в том, как считает литературовед Кубан Мамбеталиев, что по ходу сюжета он превращается в «ударника социалистического труда». Русскоязычный же вариант этой пьесы под названием «Свет в долине» был поставлен на сцене Русского театра драмы имени Чингиза Айтматова (тогда имени Надежды Крупской). Оба варианта с успехом ставились несколько лет на сценах киргизских театров. Также комедия в переводе Аполлона Давидсона вошла в сборник «Киргизская советская драматургия» от издательства «Искусство». По мнению театроведа Аркадия Анастасьева, комедия «Мой аил» обязана своим успехом исполнению роли молодой колхозницы Саадат Бакен Кыдыкеевой и игравшему роль «колхозного лодыря» Рысбека Муратбеку Рыскулову. В роли же Айши тогда в пьесе выступила Анвар Куттубаева.
Для драматургии Шукурбекова характерны яркая комедийность, острая злободневность, сочность языка, близкого к народной речи. Шукурбеков был известен не только как мастер острого слова, но и как импровизатор, как артист Киргизской национальной филармонии имени Токтогула Сатылганова.

### Период Великой Отечественной войны
В Быстровке... в честь страшно голодных артистов зарезали последнего барана. На пир собрались и зрители и артисты. А утром Райкан Шукурбеков попросил хозяев сложить в курджун кости, оставшиеся от трапезы. Уже в чистом поле, когда последние припасы кончились и не было сил идти, актёры поняли, как мудро поступил друг. Только благодаря костному мозгу, который они высасывали на привалах, смогли добраться до ближайшего селения.
В 1933—1936 годы Шукурбеков выступал на сцене Киргизского музыкального театра как профессиональный актёр. В 1936 году в Самарканде вышла книга Шукурбекова «Герой горного народа», посвящённая событиям 1916 года. Одновременно писатель переводил на киргизский язык ряд произведений классиков русской литературы (Антона Чехова, А. М. Горького), а уже в 1936 году, при содействии Темиркула Уметалиева, был принят в Союз советских писателей.
С 1937 года служил в Красной армии, а с началом Великой Отечественной войны участвовал в боях. В 1942 году вступил в ряды ВКП(б). В 1943 году был тяжело ранен и демобилизован в тыл. В 1944 году создал пьесу о Великой Отечественной войне «Мститель», о патриотизме и героизме советского народа в его непрекращающейся борьбе с фашистскими оккупантами. В 1947 году вышла в свет пьеса А. С. Грибоедова «Горе от ума» в его переводе. Исследователи отметили язык пьесы, «насыщенный меткими народными выражениями, удобный для произношения и ясный по смыслу». Как отметил литературовед Дженбай Самаганов: «Р. Шукурбеков в процессе перевода глубоко изучил произведение Грибоедова, работая вместе с писателями, режиссёрами и научными работниками». По этой причине, считает литературовед, «перевод избавился от прежних ошибок и недоработок, и сценическое воплощение комедии значительно облегчилось. Отточенный стиль, запоминающаяся интонация действующих лиц и умелая типизация их речи в киргизском варианте, чего не было в предыдущих прочтениях пьесы, свидетельствовали о возросшем профессиональном уровне всего переводческого искусства Киргизии». По общему признанию, Шукурбеков сумел адекватно передать дух и идейный смысл знаменитой комедии, грибоедовскую критику русского общества того времени, своеобразный язык пьесы, крылатые фразы.
После окончания войны на сцене республиканского драматического театра ставились комедии Шукурбекова «Два друга» и «Зелёный лес», им был также переведён на киргизский язык «Гамлет» Уильяма Шекспира, но не был поставлен на сцене. В 1949—1951 годах Шукурбеков написал комедию «История ишака» и пьесу «Каныкей», в основу которой он положил одну из сюжетных линий киргизского народного эпоса «Манас».
В 1950 году Шукурбеков написал рассказ «Саламкат», в котором, как отмечают исследователи из Ереванского университета и Института мировой литературы имени А. М. Горького, видны следы подражания рассказу Чехова «Ванька». Герой рассказа Бытырбек Болбаев, ученик железнодорожной школы, пишет своему деду «на деревню» письмо, в котором рассказывает о том, как живёт, учится, о многом непривычном и новом, с чем он столкнулся в городе. Также в послевоенное время вышли в свет переведённые им на киргизский язык книга басен И. А. Крылова, поэма Фирдоуси «Шахнаме», а также произведения Фридриха Шиллера и Мольера. Филолог Айша Камбарова считает, что его перевод «Шахнаме» является «прекрасным», и отметила его перевод поэмы «Рустам». По её мнению, Шукурбеков был в числе тех, кто сыграл роль в «утверждении исторически взаимообусловленной необходимости мира, согласия и культурного диалога» между Кыргызстаном и Таджикистаном.

### Последние годы
— Мы ехали сюда не столько «себя показать», сколько «людей посмотреть», — сказал драматург Р. Шукурбеков. — Очень надеюсь, что после декады побываю в МХАТе, театрах имени Вахтангова, Моссовета, Ленинского комсомола, посмотрю спектакли о современности, поучусь у моих коллег. Мне довелось переводить пьесы Погодина и Корнейчука на киргизский язык. Работа эта принесла мне и радость, но и огромную пользу — помогла как бы проникнуть в творческую лабораторию художников, проследить процессы формирования образов, развития сюжета, построения диалога. Этот опыт, несомненно, будет полезен мне в работе над новой пьесой о сегодняшнем дне Киргизии, которую я сейчас пишу.
Исследователи отмечают, что русская басня оказала существенное влияние на Райкана Шукурбекова. В своих оригинальных баснях, тесно связанных с традицией фольклора, он удачно рисовал черты животных. Его переводы Крылова стали заметным явлением и активизировали восприятие творчества русского национального баснописца. Исследователи полагают, что ассонансы и аллитерации, найденные Райканом Шукурбековым, обладают «большой выразительностью» и «удачно повторяют» звуковую организацию стиха в басне Крылова «Осёл и Соловей».
Доктор филологических наук и профессор Осмонкул Ибраимов относит его переводы басен Крылова к классическим и отметил, что в них Шукурбеков соединил острый юмор и меткость выражений, отличающиеся «высокой степенью органичности». Райкан Шукурбеков был в числе тех, кто переводил на киргизский язык первое в истории киргизского перевода многотомное собрание сочинений (5 томов из 9-томника) Максима Горького. Одной из самых значимых вех в его творчестве является написанная им в 1959 году многоактовая драма «Мечта акына», посвящённая Токтогулу Сатылганову, о его жизни и борьбе после возвращения из Сибири.
В основном творчество Райкана Шукурбекова состоит из произведений, написанных на киргизском языке. Однако, по словам писателя, русский язык и русская культура «открыли киргизам глаза на мир», расширили их кругозор: «Язык России — это море, простор без края и конца», писал он. В 1957 году Киргизское государственное издательство на киргизском и русском языках выпустило сборник Шукурбекова «Стихи и басни». Следующая книга стихов писателя «Эхо Ала-Тоо» вышла не только в местном, но и в московском издательстве («Молодая гвардия»). Шукурбеков писал и интермедии для киргизской эстрады. Его интермедии «Шляпа» (кирг. «Калпак»), «Сумасшедшая вода» (кирг. «Жинди суу») и другие тогда вошли в репертуар эстрады. В 1958 году создал двухактную комедию «Жакшынын шарапаты», основная тема которой была посвящена показу жизни бескорыстного и честного труженика (творческого работника), разоблачающего «халтурщиков-литераторов». Другая тема пьесы посвящена изображению семейных проблем, столкновению старого и нового. В роли Айны в пьесе выступила тогда народная артистка Киргизской ССР Алиман Джангорозова.
Райкан Шукурбеков известен и как автор ряда книг для детей — «Два зайчонка», «Рассказы» и «В горах Киргизии». В 1958 году Шукурбеков первоначально не был допущен на Декаду киргизского искусства и литературы в Москве из-за своего пристрастия к алкоголю; список делегатов составлялся по партийным меркам, и тогдашнее руководство посчитало, что Шукурбеков с Мидином Алыбаевым «могут опозорить республику в Москве». Затем в правлении Союза писателей Кыргызстана подняли вопрос о «творческом и моральном состоянии мастеров слова», подвергнув Мидина сильной критике. Однако Шукурбеков всё же был допущен на Декаду.
Скончался Райкан Шукурбеков 23 мая 1962 года. В последние годы жизни он большое внимание уделял жанру интермедий, достигнув в этом, по мнению исследователей, немалых успехов.
Работа по изданию наследия киргизского литератора была продолжена уже после его смерти. Отдельными изданиями вышли его избранные и неопубликованные произведения, сборники пьес. В 2013 году вышел в свет двухтомник избранных произведений Райкана Шукурбекова. Его собственные произведения переведены на русский и польский языки.

## Личная жизнь
Райкан Шукурбеков происходил из рода Кытай, его деда звали Иманбеком-болушем. В семье Шукурбековых был сын Эсенбек. В 1958 году на Московской улице во Фрунзе был построен трёхэтажный многоквартирный дом под номером 141, расположенный напротив сквера имени Тоголока Молдо и известный как «писательский дом». Однако семьи Райкана Шукурбекова и Абдрасула Токтомушева были вынуждены вселиться в него ещё до сдачи в эксплуатацию — они жили без удобств, при керосиновых лампах, готовя себе пищу на керогазах. Райкан Шукурбеков страдал от слабости к алкоголю, но после поселения в дом резко бросил пить и курить. По воспоминанию Сооронбая Жусуева, именно живя в «писательском доме», Райкан Шукурбеков в последние годы плодотворно и много трудился: перевёл «Шахнаме» Фирдоуси, написал ряд своих оригинальных произведений.
Роза Айтматова, сестра писателя Чингиза Айтматова, в своих мемуарах пишет, что Райкан Шукурбеков дружил с их семьёй, был их соседом в «писательском доме». Шукурбекова «знал и ценил» Торекул Айтматов, который возлагал большие надежды на молодого писателя и предсказывал ему славное будущее. Райкан часто заходил к матери писателя Нагиме Айтматовой, и они вместе радовались успехам её сына. Чингиз Торекулович уважительно относился к Шукурбекову и называл его «старшим братом» (кирг. Ырааке «Райкан-аке»). В повести Айтматова «Тополёк мой в красной косынке» отрицательную героиню изначально звали Райхан, на что Райкан Шукурбеков отрицательно отреагировал: «Как мог Чингиз дать моё имя женщине, причём не очень хорошего поведения?», говорил он Нагиме. Уже в следующем издании повести имя героини было заменено на Кадича.

## Память
В 1972 году на студии «Мелодия» вышла грампластинка, где артист Киргизской государственной филармонии Саид Бекмуратов исполнил на кыяке произведение Райкана Шукурбекова «Ынтымак». В 1980 году художник-мультипликатор Сагынбек Ишенов выпустил фильм на киностудии «Киргизфильм» по сказке Шукурбекова «Два зайчонка». Как отметил итальянский историк анимации Джаннальберто Бендацци, Ишенову удалось передать «очарование» и «гладкость» оригинала. Иллюстрации с издания этой сказки хранятся в Музее ван Аббе в городе Эйндховен (Нидерланды). В 2010 году Александр Кацев и кандидатка филологических наук Наталия Слободянюк включили стихотворения Шукурбекова во вторую часть сборника «Под бездонным куполом Азии» от Киргизско-российского славянского университета.
На совещании-собрании в честь 100-летнего юбилея Райкана Шукурбекова было отмечено, что творчество Шукурбекова — это «неисчерпаемое наследие народной мудрости». «Сейчас, когда чувствуется духовное обеднение, для нас полезно ещё раз перечитать его произведения», — сказал тогда вице-премьер-министр Тайырбек Сарпашев и добавил: «Вообще же творчество Райкана Шукурбекова — это кладезь знаний и мудрости, пронесённой кыргызским народом через века…», в заключение отметил значимость творческого наследия Шукурбекова для всей киргизской культуры. В ходе обсуждения было принято решение о присвоении его имени одной из школ Бишкека (в честь Райкана Шукурбекова назван учебно-воспитательный комплекс школа-гимназия № 38). Имя Райкана Шукурбекова также носит школа в селе Маймак.
В ноябре 2013 года в честь празднования юбилея Шукурбекова был организован конкурс айтыш. В том же году в Бишкекском городском драматическом театре имени А. Умуралиева состоялась премьера спектакля по пьесе Грибоедова «Горе от ума» в переводе Шукурбекова. В Национальной библиотеке Кыргызстана прошла книжно-иллюстративная выставка «Коп кырдуу талант», на которой были представлены материалы, помогающие узнать весь жизненный и творческий путь писателя. С приветственным словом на выставке выступил заместитель директора по науке Национальной библиотеки Р. Буларкиев, отметивший «многогранный талант Райкана Шукурбекова в области литературы, его большие творческие способности и многообразие жанров». В мероприятии приняли участие: народный поэт Кыргызстана А. Омурканов, народные артисты Б. Алагушов, З. Усенбаев, академик НАН КР О. Нарбеков, поэт-сатирик Ж. Рысбаев, поэтесса Ж. Озубекова, родственники и земляки Шукурбекова, представители республиканских СМИ и студенты ВУЗов. В 2015 году в «Литературной газете» было опубликовано стихотворение Шукурбекова «Солдатский поцелуй» в переводе Александра Семёнова. В 2018 году, уже в честь 105-летия Райкана Шукурбекова, в Национальной библиотеке Кыргызстана прошла очередная выставка творчества писателя.

## Влияние и наследие

### «Райкан-Мидинская школа»

Байдылда Сарногоев является одним из виднейших представителей «Райкан-Мидинской школы»

Чингиз Айтматов отмечал, что Шукурбеков и Алыбаев «были особыми, сатирическими фигурами». Их сатира, а также других последователей «Райкан-Мидинской школы» (кирг. Райкан-Мидин мектеби»), так или иначе разбавляла идеологическую предопределённость. По словам филолога Ибраимова, «их лирика, гражданская поэзия всегда отличались искренностью, естественностью чувств, отсутствием ложного пафоса». Искренность прямой поэтической речи в сочетании с ясной, внешне простой стилистикой пришлись по вкусу массовому читателю 1950—1960-х годов, снискав этой школе огромную популярность. Некоторая откровенность выразительной семантики в любовной лирике с лихвой компенсировалась довольно высокой планкой морального, этического чувства и, как сказано выше, культом женщины, пиететным отношением к матери. Эта школа особенно знаменательна своим внутренним демократизмом, простотой языка, особой близостью к народному фольклору, будь это в сатире, или в лирике, или в комедийных жанрах. Не случайным является и то, что один из виднейших представителей этой школы Байдылда Сарногоев не раз обращался, продолжая традиции Райкана Шукурбекова, к жанру терме, вершинным произведением которого является «Терме о женщинах».

### Литературная репутация
Крупный прозаик, поэт и драматург Райкан Шукурбеков был известен не только как мастер острого слова, но и как импровизатор, артист национальной филармонии. Экспромты Райкана Шукурбекова и поныне передаются из уст в уста.
В истории киргизской литературы, по мнению исследователей, две фигуры — Мидин Алыбаев и Райкан Шукурбеков — сыграли важную роль в формировании литературной репутации, являются одними из выдающихся представителей киргизской поэзии и внёсших вклад в становление и развитие жанра сатиры, пародии. Они, как отметил доктор филологических наук, академик Кубан Мамбеталиев, пользовались в киргизской литературе XX века «особым предпочтением», хотя был период, когда их имена старались реже упоминать. В своей монографии «Сатира и юмор в кыргызской литературе» он их называет «подлинными классиками сатиры и юмора». У «Мидина и Райкана» — так их по именам называла, всегда связывая их вместе, «народная молва» — литературная репутация была «совершенно уникальной». Именно эти авторы сатиру и комедию сделали популярным жанром литературы, а их слово стало «народным». По мнению исследователей, на примере жизни и творчества этих авторов можно зафиксировать то, что киргизская профессиональная литература, сравнительно недавно выросшая из недр фольклора, теперь сама «вторгается» в него.
С комедией «Джапалак Джатпасов» Шукурбекова связывают новую культуру смеха, распространяемую с театральных подмостков, в отличие от той, какая была в дописьменную эпоху. Ничто из комедий и драматических произведений Шукурбекова не пережило своё время, за исключением «Джапалака Джатпасова», который, по мнению исследователей, является классикой этого жанра в киргизской драматургии. Несмотря на то, что эта комедия написана под влиянием политической идеологии, по мнению исследователей, она дополнила первые ряды «вечных произведений, представляя себя как эстетическую художественную ценность». Шукурбеков был в числе внёсших свой вклад в возрождение национальных элементов, обогащение стихотворной культуры, культивировал такие художественные формы, как клятва, наказ, набат, благословение, наставление в стихах-посланиях периода Великой Отечественной войны. Его стих-послание «Письмо к другу» является образцом и входит в золотой фонд киргизской поэзии. По мнению исследователей, поэт из тех, кто сумел наполнить этот жанр стихотворений «общественно значимым содержанием». Вместе с этим творчество Райкана Шукурбекова в Большой российской энциклопедии характеризуется как существенно ограниченное: в основном было прославление коллективного труда и нового человека — строителя коммунизма.
Шукурбековская комедия, созданная на стыке традиций народных куудулов (комиков) и маскарапозов (клоунов), условностей профессионального театра, воспринята массами «как своя и родная» — в этом была, по мнению исследователей, главная заслуга драматурга, оказавшего большое влияние на развитие комедийного жанра в киргизском искусстве. Американский педагог и теоретик образования Джордж Каунтс в своей книге «The Country of the Blind» отметил, что в пьесе Шукурбекова «Эки дос» изображены люди, не совсем характерные для советской жизни. Его стихотворение «Спасибо чабану», по мнению исследователей, написано «в лучших традициях» киргизских акынов-импровизаторов. Критик и литературовед К. Даутов отметил, что новизна Райкана Шукурбекова, привнесённая в сатиру, «соответствует предмету сатиры и трагедии». В жанре свободной импровизации он смог описать и интерпретировать, писал Даутов, «тайный узел, спрятанный в глубине души, аналитическим умом сделать выводы и раскрыть тысячи раз обсуждавшуюся всю сущность и содержание, окончательные функции „сумасшедшей воды“ (водки), изучить их трагедийное и комедийное состояние». В свободной импровизации «Сумасшедшая вода» Шукурбекова, по мнению исследователей, даны мастерски отработанные явления, карикатуры и события, соответствующие и пародии, и юмору, а также трагедии. Он предугадывал новые признаки в тех темах, которые другими уже рассказаны. В стихотворении «Пески Иссык-Куля» в восхищение приводят, как считают исследователи, «чувственность, полнота ума и находчивость художника».
Простота и доступность его (Райкана Шукурбекова) поэзии, граничащая с народным фольклором, сделали его настолько популярным, что к тому времени уже была сложена о нём масса анекдотов и легенд – верный признак настоящей людской признательности.Мамасалы Апышев, литературовед
Такие басни Райкана Шукурбекова, как «Дочь совы», «Лиса и лев», «Секретарь-кот», «Волкодав», «Волк и муха», «Петух», «Трусливый тигр», «Сорока и лиса», «Лиса и козёл» и другие, вошли в золотой фонд киргизской сатиры. По формальным элементам его басни сближаются со сказкой, и чёткую грань между ними, как считает литературовед Михаил Рудов, невозможно провести. Филолог Валерий Вакуленко отмечает, что, в отличие от фольклорных сказок, сказки Шукурбекова более реалистичны, так как в них элементы фантастического, сказочного всё чаще уступают место подлинным сюжетам. Стали классикой переведённые им на киргизский язык басни Крылова, творчество которого оказало на киргизского баснописца большое влияние, что видно, как считают исследователи, практически во всех его произведениях этого жанра.
Литературная репутация Р. Шукурбекова, которую называют уникальной, сложилась и благодаря тому, что он много и успешно писал разные сатирические миниатюры для сцены, которые он называл интермедиями. Никто ни до, ни после него так и не поднял этот жанр театральной миниатюры до того уровня комичности и искромётности, как Шукурбеков. Такие интермедии, как «Влюбился ты, опозорилась я» (кирг. Күйдүм мен, сүйдүң сен), «Обуза» (кирг. «Ашка жүк, башка жүк»), «Поделом тебе» (кирг. «Чала болот»), в своё время пользовались огромной популярностью и не сходили со сцен театров, как профессиональных, так и любительских. В жанре терме он достиг, по мнению исследователей, больших творческих высот, а такие его произведения, как «Терме о Земле», «Сумасшедшая вода», особенно ставшая классикой поэтическая баллада «Девушка и джигит» (кирг. «Кыз, жигит») в исполнении народного певца-импровизатора Эстебеса Турсуналиева, относят к шедеврам этого жанра в киргизской поэзии. В последнем произведении рассказывается, как девушка по имени Гулбаара побеждает гордого, самолюбивого мужчину, превзойдя его в остроумии и находчивости. Поэтический язык Шукурбекова отличается большой прозрачностью, сравнительной скупостью в использовании тропов. Кандидатка филологических наук, старший преподаватель ОшГУ Замира Сабиралиева отмечает, что Райкан Шукурбеков из авторов, которые в своих произведениях часто использовали остроумные сюжеты и образы, юмористические, каламбурно-метафорические, аллегорические языковые средства, которые обогатили киргизский язык, фонд киргизского юмора и «языковую ментальность народа», которые стали общим достоянием киргизской лингвокультуры. Турдакун Усубалиев отнёс Райкана Шукурбекова к тем, кто составляет «славу и гордость народа Кыргызстана».

## Радиопередачи
Радиопередача «Горемычный Райкан» (кирг. «Кайран Райкан») была посвящена 95-летию со дня рождения Райкана Шукурбекова, где повествовалось о его жизни. В её начале актёры давали оценки творчества Шукурбекова через образы деятелей киргизской культуры, в их числе: комузист Карамолдо Орозов, поэт-песенник и акын Осмонкул Болебалаев, комузист Ыбырай Туманов, манасчи Саякбай Каралаев, поэт-сатирик и драматург Мидин Алыбаев, акын-импровизатор Исмаил Борончиев. Далее вниманию слушателей представилась радиоинсценировка встречи в магазине двух друзей и соратников — самого Шукурбекова и Мидина Алыбаева. В ней было продемонстрировано, что они оба обладали способностью импровизировать на ходу, придумывать, создавать что-то «из воздуха». В ней также показывались стиль и манера общения поэтов: исследователи считают, что именно через них передаётся атмосфера их отношения к обществу, к людям, к творчеству, друг к другу.
В 1958 году на радио появилась программа «Доброго дня» (кирг. «Кутмандуу болсун кунунур»), активное участие в создании которой принял сам Райкан Шукурбеков. В ходе разговора Шукурбекова и Алыбаева последний благодарит Райкана за то, что тот помог ему додумать образы главных героев в одной из его пьес. Далее к прослушиванию предлагалась сценка из этой пьесы. Турсун Уралиев говорил о том, что ему удалось записать сатирическое произведение Райкана Шукурбекова в его собственном исполнении под названием «Письма от родственников» (кирг. «Туугандык каттар»). Соответственно, далее слушателям предлагали прослушать некоторые фрагменты из него. В заключение радиопередачи вниманию аудитории предлагалась импровизация Шукурбекова «Водка — бешеная вода» (кирг. «Жинди суу») в исполнении народного артиста СССР Эстебеса Турсуналиева. Автором и режиссёром передачи Турсуном Уралиевым, совместно с продюсером Кайратом Иманалиевым, звукооператором Гульмирой Бекбоевой и приглашёнными актёрами, была создана отдельная постановка, «творческая картина», под названием «Райкан Шукурбеков», в содержании которой были представлены различные истории, случаи из его жизни и творчества. Программа была с театрализованными эффектами, с юмористической составляющей.

### Отдельные издания
На русском языке
- Шукурбеков Р. Два зайчонка : Стихи и басни / Пер. с кирг. Максимова В., рис. Жукова Б. — Фрунзе: Киргизучпедгиз, 1958. — 25 с.
- Шукурбеков Р. Эхо Ала-Тоо : Стихи / Пер. с кирг. Максимова В. — М.: Молодая гвардия, 1958. — 283 с.
- Шукурбеков Р. Эхо Тянь-Шаня. — М.: Молодая гвардия, 1958. — 55 с.
- Шукурбеков Р. Лиса и козёл / Пер. с кирг. Максимова В., илл. Шубина А. — Фрунзе: Киргизучпедгиз, 1959. — 15 с.
- Шукурбеков Р. Ворона : Стихи / Авториз. пер. с кирг. Земляка Я., илл. Рогачёв В. — Фрунзе: Киргизучпедгиз, 1960. — 15 с. — 24 000 экз.
- Шукурбеков Р. Звени, комуз : Стихи / Пер. с кирг. Семёнова В. — Фрунзе: Киргизгосиздат, 1962. — 180 с.
- Шукурбеков Р. Два зайчонка : Сказка / Пер. с кирг. Ронкина М., худож. Турумбеков А. — Фрунзе: Мектеп, 1977. — 12 с.
- Шукурбеков Р. Стихи и басни. — Фрунзе: Кыргызстан, 1983. — 133 с.
- Шукурбеков Р. Назидания : Стихи. — Фрунзе: Мектеп, 1985. — 109 с.
- Шукурбеков Р. Две козы : Басни и сказки / Пер. с кирг. Токомбаевой С., худож. Жумалиев Б. — Фрунзе: Мектеп, 1985. — 24 с.
- Шукурбеков Р. Райкан : Стихи и сатира / Худож. Турумбеков А. — Фрунзе: Кыргызстан, 1987. — 238 с.
- Шукурбеков Р. Осень : Стихи / Худож. Мусакеев Т. — Фрунзе: Адабият, 1989. — 25 с. — ISBN 5-660-00160-2.
- Шукурбеков Р. Осень : Стихи / Худож. Мусакеев Т. — Фрунзе: Адабият, 1991. — 25 с. — ISBN 5-660-00391-5.

Переводы
- Грибоедов А. С. Горе от ума : Комедия в 4-х картинах / Пер. на кирг. Шукурбеков Р. — Фрунзе: Киргизгосиздат, 1947. — 147 с.
- Чехов А. П. Рассказы / Пер. на кирг. Шукурбеков Р. — Фрунзе: Киргизучпедгиз, 1954. — 43 с.
- Крылов И. А. Басни / Пер. на кирг. Шукурбеков Р. — Фрунзе: Киргизгосиздат, 1956. — 144 с.
- Горький М. Песня о Буревестнике / Пер. на кирг. Шукурбеков Р. — Фрунзе: Киргизгосиздат, 1957. — 7 с.
- Афганские поэты / Пер. на кирг. Шукурбеков Р. — Фрунзе: Киргизгосиздат, 1958. — 242 с.
- Фирдоуси. Рустам / Пер. на кирг. Шукурбеков Р. — Фрунзе: Киргизучпедгиз, 1960. — 261 с.

### Статьи, рецензии, очерки
На русском языке
- Шукурбеков Р. За повышение актёрского мастерства // Советская Киргизия : газета. — 1949. — 22 июня.
- Шукурбеков Р. Сотворение мира // Советская Киргизия : газета. — 1957. — 26 января.

На киргизском языке
- Шукурбеков Р. О прозаическом произведении Мукая Элебаева // Кызыл Кыргызстан : газета. — 1940. — 21 февраля.
- Шукурбеков Р. Наш Горький // Ленинчил жаш : газета. — 1940. — 18 июня.
- Шукурбеков Р. Прощание с поэтом // Кызыл Кыргызстан : газета. — 1944. — 5 июля.
- Шукурбеков Р. Несколько слов о поэте Джоомарте (О Джоомарте Боконбаеве) // Советтик Кыргызстан : журнал. — 1944. — № 8. — С. 46—49.
- Шукурбеков Р. Они увидели Москву // Кызыл Кыргызстан : газета. — 1945. — 10 июля.
- Шукурбеков Р. Старейший акын // Ленинчил жаш : газета. — 1956. — 16 ноября.
- Шукурбеков Р. Поэты в Таласе // Советтик Кыргызстан : газета. — 1957. — 20 ноября.
- Шукурбеков Р. Райкан Шукурбеков (Писатель о подготовке к декаде) // Ала-Тоо : журнал. — 1958. — № 9. — С. 94.
- Шукурбеков Р. (В соавторстве с Бектеновым К., Токтомушевым А). Наше мнение о спектакле «Сарынжи» // Советтик Кыргызстан : газета. — 1958. — 3 августа.
- Шукурбеков Р. Абдрасул Токтомушев (К декаде киргизского искусства и литературы в Москве) // Советтик Кыргызстан : газета. — 1958. — 10 августа.
- Шукурбеков Р. Кубанычбек Маликов // Ленинчил жаш : газета. — 1958. — 13 августа.
- Шукурбеков Р. Киргизскую мелодию слушал весь мир // Советтик Кыргызстан : газета. — 1958. — 15 августа.
- Шукурбеков Р. Мощный голос писателей // Чалкан : журнал. — 1958. — № 10.
- Шукурбеков Р. Старейший артист // Советтик Кыргызстан : газета. — 1958. — 17 сентября.
- Шукурбеков Р. От переводчика (В книге: Фирдоуси. Шах-наме) // Киргизгосиздат. — 1958. — С. 88—140.
- Шукурбеков Р. Театральное искусство советского Киргизстана // Социалистический Казахстан : газета. — 1959. — 11 июня.
- Шукурбеков Р. Наше счастье безмерно // Советтик Кыргызстан : газета. — 1960. — 1 мая.
- Шукурбеков Р. Бектенов Касымалы (К 50-летию со дня рождения) // Ала-Тоо : журнал. — 1960. — № 8. — С. 42—44.
- Шукурбеков Р. Тянь-Шаньское воспоминание // Советтик Кыргызстан : газета. — 1960. — 28 ноября.
- Шукурбеков Р. Джусуп Турусбеков // Ленинчил жаш : газета. — 1960. — 24 декабря.
- Шукурбеков Р. Мидин // Ала-Тоо : журнал. — 1960. — № 1. — С. 100—102.
- Шукурбеков Р. Акын Ысмайыл // Ленинчил жаш : газета. — 1961. — 15 февраля.

## Награды
- Орден Трудового Красного Знамени (01.11.1958)[29];
- Почётная грамота Президиума Верховного Совета Киргизской ССР[89];
- Медаль «За победу над Германией в Великой Отечественной войне 1941—1945 гг.»[29];
- Медаль «За доблестный труд в Великой Отечественной войне 1941—1945 гг.»[29];
- Медаль «За отвагу»[90].